# We Live in Time
We Live In Time é um filme de romance dirigido por John Crowley e roteirizado por Nick Payne. O filme é estrelado por Andrew Garfield e Florence Pugh.
O filme estreou no Festival Internacional de Cinema de Toronto de 2024, em 6 de setembro de 2024, e foi lançado pela A24 nos Estados Unidos em 11 de outubro de 2024. Arrecadou US$ 31,9 milhões em todo o mundo.

## Elenco
- Andrew Garfield como Tobias
- Florence Pugh como Almut[3]
- Adam James como Simon Maxon
- Marama Corlett como Adrienne Duvall
- Aoife Hinds como Skye
- Nikhil Parmar como Sanjaya
- Heather Craney como Buffy Jones
- Kara Lynch

## Produção
Nick Payne desenvolveu o roteiro para We Live in Time com o StudioCanal. O filme é produzido por Benedict Cumberbatch para sua empresa SunnyMarch, com sede em Londres; também são produtores Leah Clarke, Adam Ackland e Guy Heeley para SunnyMarch, bem como Ron Halpern e Joe Naftalin para o StudioCanal.
Em março de 2023, Andrew Garfield e Florence Pugh estavam em negociações para estrelar o filme, que foi anunciado logo depois que Garfield e Pugh apresentaram um prêmio juntos no no Oscar 2023.
A fotografia principal começou em Londres em abril de 2023, com elenco e equipe relatados em Herne Hill. Mais tarde naquele mês, eles foram vistos em uma cooperativa em Blackfen.

## Lançamento
Em maio de 2023, a A24 adquiriu os direitos de distribuição dos EUA do filme. StudioCanal lidou com vendas em todo o mundo e distribuirá diretamente na França, Reino Unido, Alemanha, Polônia, Benelux, Austrália e Nova Zelândia. Uma primeira imagem do filme exibindo uma cena fofa dos protagonistas Garfield e Pugh, juntamente com um cavalo de carrossel se tornou um meme na internet.
Foi lançado no Festival Internacional de Cinema de Toronto de 2024 em 6 de setembro de 2024. Para sua estreia europeia, foi selecionado para fechar a seleção oficial do 72o Festival Internacional de Cinema de San Sebastián, fora da competição. A24 agendou o filme para um lançamento limitado nos cinemas dos Estados Unidos em 11 de outubro de 2024. O filme será lançado nos cinemas no Reino Unido e na Irlanda em 1o de janeiro de 2025. Beta Fiction Spain Lançará o filme nos cinemas na Espanha em 3 de janeiro de 2025.